# Action par conjugaison
Pour les articles homonymes, voir Conjugaison (homonymie).
En mathématiques, et plus précisément en théorie des groupes, une action par conjugaison est un cas particulier d'action de groupe. L'ensemble sur lequel agit le groupe G est ici G lui-même.

## Définitions
Notons ici, pour tout élément g de G,
{\displaystyle aut_{g}:G\to G,x\mapsto aut_{g}(x):=gxg^{-1}}
l'automorphisme intérieur de G associé à g (c'est un automorphisme de G). Alors, l'application g ↦ autg, de G dans SG, est un morphisme de groupes.
En effet, autg∘auth = autgh.

L'action de groupe associée, définie par
{\displaystyle g\cdot x:=aut_{g}(x)=gxg^{-1},}
est appelée l'action par conjugaison de G sur lui-même.

Pour tout x appartenant à G, l'orbite de x sous cette action est appelée la classe de conjugaison de x et est notée Cx :
{\displaystyle C_{x}=\{gxg^{-1}\ |\ g\in G\}.}
Ses éléments sont appelés les conjugués de x.

## Applications
- Les classes de conjugaison sont utilisées pour la démonstration du théorème de Wedderburn stipulant que tout corps fini est commutatif.
- Dans le cadre de la théorie des représentations d'un groupe fini, les classes de conjugaison sont à la base de la définition des fonctions centrales d'un groupe fini, elles servent à définir l'espace vectoriel, les caractères des représentations. Dans le même contexte, on les retrouve pour l'analyse du centre d'une algèbre d'un groupe.
- Les automorphismes intérieurs sont utilisés pour la démonstration des théorèmes de Sylow, du théorème de Frattini et dans de nombreuses démonstrations concernant les groupes.
- La diagonalisation d'une matrice consiste à trouver une matrice diagonale qui lui est semblable.
- La conjugaison d'un quaternion purement imaginaire par un quaternion unitaire équivaut à la rotation d'un vecteur de l'espace à trois dimensions. La conjugaison d'un quaternion purement imaginaire par un quaternion quelconque équivaut à une similitude.

## Exemples
- Les classes de conjugaison d'un groupe symétrique sont composées de produits de cycles à supports disjoints de même structure. Ceci signifie que le nombre de cycles de même longueur est le même pour chaque élément d'une classe de conjugaison.
- Les classes de conjugaison d'un groupe alterné et du groupe simple d'ordre 168 sont étudiées dans l'article associé.

## Propriétés
- Quand G est commutatif, l'action par conjugaison est l'identité.
- Les classes de conjugaison constituent une partition de G associée à la relation d'équivalence :{\displaystyle x\sim y\Leftrightarrow \exists g\in G,\quad y=gxg^{-1}.}
- Un élément g de G fixe un élément particulier x si et seulement si g est élément du centralisateur Zx de x :{\displaystyle gxg^{-1}=x\Leftrightarrow gx=xg\Leftrightarrow g\in Z_{x}.}La formule des classes montre alors que, si Cx désigne la classe de conjugaison de x :{\displaystyle \operatorname {Card} (C_{x})={\frac {\operatorname {Card} (G)}{\operatorname {Card} (Z_{x})}},}en particulier le cardinal de toute classe de conjugaison divise le cardinal de G.
- Un élément g de G fixe donc tout élément de G si et seulement si g appartient au centre Z(G) de G. Plus généralement, {\displaystyle \operatorname {aut} _{g}=\operatorname {aut} _{g'}} ssi g = g' mod Z(G). Par conséquent, l'action de G (sur G) induit une action (sur G) du groupe quotient G/Z(G).
- L'orbite Cx est réduite à {x} si et seulement si x appartient au centre de G. En choisissant un représentant xi par classe de conjugaison disjointe du centre, la formule précédente donne donc l'équation aux classes :{\displaystyle \operatorname {Card} (G)=\operatorname {Card} (Z(G))+\sum _{i}{\frac {\operatorname {Card} (G)}{\operatorname {Card} (Z_{x_{i}})}}.}